# Брукс, Роберто
Роберто Леонардо Брукс (исп. Roberto Leonardo Brookes; Буэнос-Айрес — неизвестно) — аргентинский футболист, левый нападающий.

## Карьера
Роберто Брукс начал карьеру в клубе «Чакарита Хуниорс» в 1956 году. Он провёл год с командой в Премьере, после чего отправился с клубом во второй дивизион, где играл 3 года. В 1960 году «Чакарита» возвратилась в высшую лигу, а Брукс сыграл в 29 из 30 матчей и забил 8 голов. Роберто играл за клуб до 1963 года, когда он был куплен «Ураканом». Частью сделки был обратный трансфер в «Чакариту» игрока «Уракана», Хесуса Рольдана. За эту команду Брукс провёл 3 сезона, сыграв в 64 матчах и забив 15 голов.
За сборную Аргентины Брукс провёл 7 матчей и забил 1 гол в период с 1957 по 1962 год. В год своего дебюта Роберто был вызван в состав команды, которая выиграла Южноамериканский чемпионат, но сам форвард на поле не выходил, проиграв конкуренцию Освальдо Крусу. Два года спустя игрок выиграл свой второй чемпионат Южной Америки. Там он сыграл 4 минуты матча с Парагваем, где он вышел на поле вместо Рауля Белена.

## Статистика
| Сезон | Команда          | Чемпионат | Чемпионат | Чемпионат | Прочие | Прочие |
| Сезон | Команда          | Лига      | Игры      | Голы      | Игры   | Голы   |
| ----- | ---------------- | --------- | --------- | --------- | ------ | ------ |
| 1956  | Чакарита Хуниорс | Примера   | 22        | 6         | —      | —      |
| 1957  | Чакарита Хуниорс | Сегунда   | ?         | ?         | —      | —      |
| 1958  | Чакарита Хуниорс | Сегунда   | ?         | ?         | —      | —      |
| 1959  | Чакарита Хуниорс | Сегунда   | ?         | ?         | —      | —      |
| 1960  | Чакарита Хуниорс | Примера   | 29        | 8         | —      | —      |
| 1961  | Чакарита Хуниорс | Примера   | 20        | 4         | —      | —      |
| 1962  | Чакарита Хуниорс | Примера   | 23        | 7         | —      | —      |
| 1963  | Чакарита Хуниорс | Примера   | 1         | 0         | —      | —      |
| 1963  | Уракан           | Примера   | 21        | 7         | —      | —      |
| 1964  | Уракан           | Примера   | 28        | 8         | —      | —      |
| 1965  | Уракан           | Примера   | 15        | 0         | —      | —      |

## Достижения
- Чемпион Южной Америки: 1957, 1959